# Pleurospermum rivulorum
Pleurospermum rivulorum är en flockblommig växtart som först beskrevs av Friedrich Ludwig Diels, och fick sitt nu gällande namn av Minosuke Hiroe. Pleurospermum rivulorum ingår i släktet piplokor, och familjen flockblommiga växter. Inga underarter finns listade i Catalogue of Life.